# Катињано (Пескара)
Катињано (итал. Catignano) је насеље у Италији у округу Пескара, региону Абруцо.
Према процени из 2011. у насељу је живело 743 становника. Насеље се налази на надморској висини од 351 м.